# Леопольд Штястний
Леопольд Штястний (словац. Leopold Šťastný, 23 травня 1911 — 14 травня 1996) — чехословацький та словацький футболіст, по завершенні ігрової кар'єри — футбольний тренер. Він був першим не австрійцем, який тренував збірну Австрії з 1968 по 1975 рік.

## Кар'єра

### Ігрова кар'єра
Леопольд Штястний грав на позиції захисника за «Братиславу», з якою він вийшов до вищої ліги Чехословаччини у 1935 році. До початку Другої світової війни разом із клубом брав участь у чемпіонаті і в 1935—1940 роках провів 97 матчів чемпіонату.
У 1937 році Леопольд викликався до збірної Чехословаччини, за яку дебютував 13 жовтня в товариському матчі проти Латвії (4:0), а 24 жовтня зіграв свій другий і останній матч за збірну — проти Австрії (2:1) в Кубку Центральної Європи 1936/38.
Під час Другої світової війни, яка принесла Словаччині тимчасову незалежність, Леопольд Штястний грав зі своїм клубом у словацькій лізі. Крім того Штястний провів один матч за збірну Словаччини, 6 червня 1940 року проти Болгарії (4:1). З серпня 1940 року, як єврею, йому заборонили грати в будь-якому футбольному клубі Словаччини. До квітня 1942 року він неофіційно тренував молодь «Братислави». У квітні 1942 року президент Словацької Республіки Йозеф Тісо надав футболісту звільнення від обов'язку виїзду зі Словаччини відповідно до § 255 указу № 255. 198/1941 (виняток також стосувався батьків Леопольда Штястного) і йому дозволили працювати в спортивному клубі. У 1942 році, після надання звільнення, він став (неофіційно) тренером Клубу армії ОАП (Братислава), а також отримав звання лейтенанта. З командою ОАП здобув титул чемпіона Словаччини у сезоні 1942/43 років.

### Тренерська кар'єра
Після війни Штястний став тренером і у 1949—1951, 1954—1957 і 1963—1965 роках очолював свій рідний братиславський клуб, який спочатку носив назву «Сокіл», а потім «Слован» і став з ним першим словацьким клубним чемпіоном Чехословацької республіки в 1949 році. Під його керівництвом «Слован» перервав гегемонію «Спарти» та «Славії», здобувши три чемпіонських титули поспіль (1949—1951). Четвертий титул чемпіона Чехословаччини він додав у 1955 році, а в 1964 році вийшов з клубом у фінал Кубка Мітропи.
В 1965 році Леопольд переїхав до Австрії, де наступного року очолив місцевий клуб «Ваккер» (Інсбрук), з яким двічі став віце-чемпіоном Австрії, що було найкращими результатом команди в її історії на той момент.
В результаті успішного тренера помітив Австрійський футбольний союз, який у липні 1968 року призначив Штястного тренером національної збірної Австрії замість Ганса Пессера, ставши таким чином першим іноземним тренером у керма команди. Дебютував у цій ролі 22 вересня 1968 року в товариському матчі зі Швейцарією (0:1) і керував австрійською командою сім років. За цей час під його керівництвом вона зіграла 48 ігор.
Найкращі результати команда показала у кваліфікації на чемпіонат світу 1974 року. Австрійська команда завершила відбіркову групу, поділивши перше місце зі Швецією, тож у Гельзенкірхені відбувся плей-оф між цими двома командами, але на засніженому полі перемога дісталась скандинавам з рахунком 2:1, через що Австрія не вийшла на «мундіаль».
За станом здоров'я Леопольд Штястний 24 вересня 1975 року пішов у відставку з посади національного тренера. Після виходу на пенсію Штястний продовжував працювати з федерацією, зокрема ініціювавши проведення австрійської Студентської ліги, яка вперше відбулася в 1975/76 роках.
Наприкінці жовтня 1979 року Леопольд емігрував до Канади (але кілька разів повертався до Австрії)
Похований на цвинтарі Солов'їна долина в Братиславі, Словаччина.

## Пам'ять
У 2009 році у Відні в районі Донауштадт (22 округ) на честь Штястного була названа вулиця — Stastnyweg.
У 2018 році клуб «Слован» видав книгу про Леопольда Штястного у виданні Belasé legendy.

## Досягнення

### Як гравець
- Чемпіон Словаччини: 1939/40

### Як тренер
- Чемпіон Словаччини: 1942/43
- Чемпіон Чехословаччини: 1948/49, 1949/50, 1950/51, 1954/55